# Україна на пісенному конкурсі Євробачення 2023
Україна взяла участь у пісенному конкурсі «Євробачення 2023» як країна-переможниця «Євробачення 2022» та автофіналіст, проте не приймала подію через бойові дії внаслідок російського вторгнення 2022 року. Україна посіла шосте місце, набравши 243 бали.

## Передісторія
У 2002 році «Національна телекомпанія України» долучилася до пісенного конкурсу «Євробачення». У 2003 році Україна була вперше представлена на пісенному конкурсі «Євробачення». З того часу Україна до 2022 року була представлена на конкурсі 18 разів, з яких тричі перемагала: 2004 року з піснею «Wild Dances» співачки Руслани, 2016 року — з «1944» співачки Джамали та 2022 — зі «Stefania» гурту «Kalush Orchestra».
У 2022 році Україна втретє здобула перемогу на пісенному конкурсі «Євробачення». За правилами конкурсу, країна-переможець має право провести «Євробачення» наступного після перемоги року в себе. Проте у зв'язку з бойовими діями на території України внаслідок збройного вторгнення Російської Федерації Європейська мовна спілка вирішила провести пісенний конкурс «Євробачення-2023» у Великій Британії — країні, яка посіла друге місце на конкурсі у 2022 році. При цьому Україна матиме статус автофіналіста — країни, що автоматично проходить до фіналу, — а конкурс проводитиметься від її імені. Національна суспільна телерадіокомпанія України також співпрацюватиме із британським мовником BBC для розробки та впровадження українських елементів у шоу.

## Національний відбір

### Умови участі
17 серпня 2022 року Національна суспільна телерадіокомпанія України оголосила про початок прийому заявок на участь у пісенному конкурсі «Євробачення-2023» як представника України. Термін подачі заявок тривав до 15 жовтня 2022 року. Умови для участі у національному відборі:
- для участі приймаються заявки як від сольних виконавців, так і від колективів;
- вік учасників — від 16 років;
- склад колективу — до 6 осіб;
- тривалість пісні — до 3 хвилин;
- мова пісні — будь-яка, окрім мови держави-агресора — російської.

Офіційним музичним продюсером Нацвідбору став співак Дмитро Шуров, відомий під псевдонімом Pianoбой.
Як і в минулі роки, представника України на конкурсі обиратимуть суддівським та глядацьким голосуванням. Напередодні конкурсу глядачі вперше мали змогу вибрати журі Нацвідбору за допомогою онлайн-голосування.

### Судді
18 травня 2022 року, на фоні скандалів та громадського невдоволення голосуванням як членів суддів Національного відбору, так і членів національного журі на самому Євробаченні, голова правління НСТУ Микола Чернотицький оголосив, що починаючи з 2023 року глядачі зможуть долучитися до відкритого вибору членів журі. Згодом у НСТУ підтвердили цю інформацію під час оголошення початку відбіркового процесу. 31 жовтня у додатку Дія розпочалося голосування для вибору складу журі національного відбору, після чого 1 листопада були також скасовані попередньо встановлені вікові обмеження щодо можливості голосування. Кожен українець міг віддати один голос за одного із запропонованих кандидатів, після чого трійці лідерів було запропоновано підписати контракт із НСТУ на суддівство у Національному відборі. До сформованого мовником списку потенційних членів журі увійшли дев'ятеро ексучасників Євробачення від України та професіоналів музичної індустрії:
- Джамала (переможниця Євробачення 2016);
- DZIDZIO;
- Тіна Кароль (представниця України на Євробаченні 2006);
- Злата Огнєвіч (представниця України на Євробаченні 2013, ведуча Дитячого Євробачення 2013 в Києві);
- Катерина Павленко (представниця України на Євробаченні 2020 і 2021 як солістка гурту Go_A);
- Юлія Саніна (солістка гурту The Hardkiss, що посів 2 місце на Національному відборі 2016);
- Костянтин Томільченко (режисер-постановник декількох виступів України на Євробаченні[9]);
- Тарас Тополя;
- Валерій Харчишин.

7 листопада, після завершення голосування, в якому взяли участь 505 536 громадян України, НСТУ опублікували трійку переможців і детальні результати голосування:
| Місце | Кандидат              | К-сть голосів | % голосів |
| ----- | --------------------- | ------------- | --------- |
| 1     | Тарас Тополя          | 88 023        | 17,41 %   |
| 2     | Джамала               | 79 399        | 15,71 %   |
| 3     | Юлія Саніна           | 79 346        | 15,70 %   |
| 4     | Тіна Кароль           | 79 230        | 15,67 %   |
| 5     | DZIDZIO               | 63 705        | 12,60 %   |
| 6     | Катерина Павленко     | 46 487        | 9,20 %    |
| 7     | Злата Оґнєвіч         | 30 792        | 6,09 %    |
| 8     | Валерій Харчишин      | 29 184        | 5,77 %    |
| 9     | Костянтин Томільченко | 9 370         | 1,85 %    |

### Учасники
НСТУ отримало 384 заявки на участь у Нацвідборі на Євробачення-2023. 27 жовтня Суспільне оприлюднило лонглист учасників Нацвідбору, до якого увійшли 36 музикантів: «2Tone», Angelina, Dayton, Demchuk, Drevo, Elysees, FIЇNKA, Havka, Jerry Heil, Яна Ковалева, Козак Сіромаха, Krutь, Lue Bason, Moisei, Olivan, Oohla, Oy Sound System, Sasha, Seréen, Sexnesc, Shy, Skylerr, SOWA, «Tember Blanche», Tery, «Tvorchi», Victoria Niro, Винохрадова, Zetetics, Лилу45, Макс Пташник, Мія Рамарі, Роялькіт, Саша Фадєєва, ТÓНКА, «Циферблат». 17 листопада НСТУ представила десятку фіналістів та назви їхніх конкурсних пісень.
| Учасник           | Назва пісні              | Переклад                | Мова пісні             | Автор(и) пісні                                                                |
| ----------------- | ------------------------ | ----------------------- | ---------------------- | ----------------------------------------------------------------------------- |
| «2Tone»           | «Квітка»                 | —                       | українська             | Микола Гавриш, Олександр Дубина, Ігор Кандабаров, Антон Ємельянов, Іван Ісаєв |
| Angelina          | «Stronger»               | «Сильніша»              | англійська             | Андерз Вретов, Ангеліна Тереннікова                                           |
| Demchuk           | «Alive»                  | «Живий»                 | англійська             | Василь Демчук, Євгеній Бардаченко, Томаш Лукач, Назар Туманик                 |
| FIЇNKA            | «Довбуш»                 | —                       | гуцульський діалект    | Ірина Вихованець                                                              |
| Jerry Heil        | «When God Shut the Door» | «Коли Бог закрив двері» | англійська, українська | Яна Шемаєва, Дімік Вілсон, Іван Клименко, Олександр Пришляк, Стас Чорний      |
| Krutь             | «Колискова»              | —                       | українська             | Марина Круть, Герда Соняш                                                     |
| Moisei            | «I'm Not Alone»          | «Я не один»             | англійська             | Мойсей Бондаренко                                                             |
| «OY Sound System» | «Ой, тужу»               | —                       | українська             | Тарас Галаневич, Вікторія Родько                                              |
| «Tember Blanche»  | «Я вдома»                | —                       | українська             | Олександра Ганапольська, Владислав Лагода, Олександр Мусевич                  |
| «Tvorchi»         | «Heart of Steel»         | «Серце зі сталі»        | англійська             | Джімо Аугустус Кехінде, Андрій Гуцуляк                                        |

### Фінал

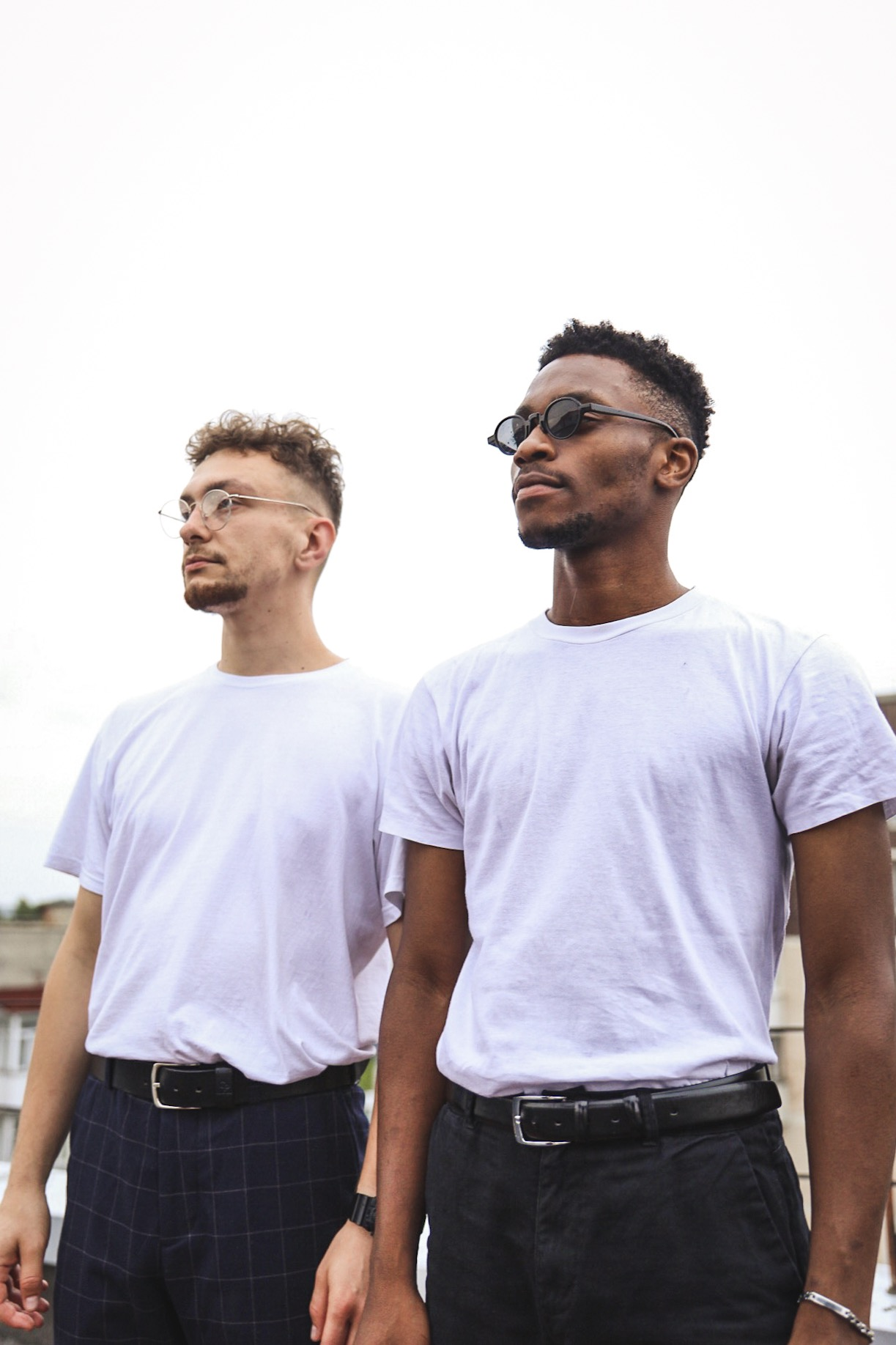
Гурт «Tvorchi» — представники України на Пісенному конкурсі «Євробачення-2023»

Фінал Національного відбору, відповідно до заяви НСТУ, запланований на 17 грудня 2022 року в Києві в прямому етері телеканалів Суспільного та на його діджитал-платформах. Жеребкування порядкових номерів для виступу учасників Фіналу Нацвідбору відбулося під час презентації конкурсних пісень 1 грудня у «Медіацентрі Україна — Укрінформ». Під час цієї конференції керівник команди впровадження додатка «Дія» Денис Іванов повідомив, що глядацьке голосування за представника України на Євробаченні 2023 відбуватиметься в «Дії», аналогічно до вибору журі Нацвідбору.
У зв'язку з повномасштабним вторгненням Російської Федерації в Україну, оприлюднені НСТУ правила голосування передбачають спеціальні запасні механізми визначення переможця. Таким чином, у випадку масового знеструмлення по всій країні, яке унеможливить голосування телеглядачів, переможця Національного відбору визначатиме голосування журі. З метою забезпечення наявності результатів Нацвідбору, члени журі оцінюватимуть учасників фіналу також під час генеральної репетиції. Ці бали згодом можуть бути використані у разі неможливості проведення голосування журі в прямому етері.
14 грудня Суспільне оголосило, що ведучими Фіналу Нацвідбору 2023 стали Катерина Павленко, Злата Огнєвіч і коментатор Євробачення в Україні Тімур Мірошніченко.
Фінал Нацвідбору відбувся в укритті у зв'язку з російським вторгненням в Україну 2022 року. На початку шоу продюсер заходу Дмитро Шуров заспівав разом із фіналістами Нацвідбору пісню «Ой у лузі червона калина». Після виступів усіх учасників розпочалося голосування за переможця Нацвідбору, що проводилося у додатку «Дія» та тривало 1 годину. Під час голосування у прямому етері Нацвідбору транслювали фільм «Kalush Orchestra, або Як ми перестали хвилюватися і виграли Євробачення під час війни» про перемогу гурту «Kalush Orchestra» на пісенному конкурсі Євробачення-2022. Після завершення показу виступив продюсер Нацвідбору Дмитро Шуров. Далі голосування було закрито. Згодом на сцені Нацвідбору виступили Вєрка Сердючка, Джамала і представниця України на Дитячому Євробаченні-2022 Злата Дзюнька з піснею «Незламна», після чого відбулося оголошення результатів суддівського та глядацького голосування.
За результатами конкурсу, переможцем Нацвідбору став гурт «Tvorchi», який представив Україну на Євробаченні-2023 у Ліверпулі в травні 2023 року.
| №  | Учасник           | Пісня                    | Судді | Глядацьке голосування | Глядацьке голосування | Глядацьке голосування | Підсумок | Місце |
| №  | Учасник           | Пісня                    | Судді | К-сть голосів         | % голосів             | Бали                  | Підсумок | Місце |
| -- | ----------------- | ------------------------ | ----- | --------------------- | --------------------- | --------------------- | -------- | ----- |
| 1  | Moisei            | «I'm Not Alone»          | 1     | 5393                  | 3,23                  | 6                     | 7        | 7     |
| 2  | «OY Sound System» | «Ой, тужу»               | 5     | 2496                  | 1,50                  | 2                     | 7        | 8     |
| 3  | Demchuk           | «Alive»                  | 7     | 3936                  | 2,36                  | 4                     | 11       | 5     |
| 4  | Jerry Heil        | «When God Shut the Door» | 8     | 45657                 | 27,38                 | 9                     | 17       | 3     |
| 5  | FIЇNKA            | «Довбуш»                 | 6     | 11109                 | 6,66                  | 7                     | 13       | 4     |
| 6  | Krutь             | «Колискова»              | 10    | 33614                 | 20,16                 | 8                     | 18       | 2     |
| 7  | «Tember Blanche»  | «Я вдома»                | 2     | 3411                  | 2,05                  | 3                     | 5        | 9     |
| 8  | Angelina          | «Stronger»               | 3     | 2424                  | 1,45                  | 1                     | 4        | 10    |
| 9  | «2Tone»           | «Квітка»                 | 4     | 4681                  | 2,81                  | 5                     | 9        | 6     |
| 10 | «Tvorchi»         | «Heart of Steel»         | 9     | 54041                 | 32,41                 | 10                    | 19       | 1     |

Після Нацвідбору співачка Krutь, що посіла друге місце, звернулася до оргкомітету конкурсу з вимогою дискваліфікувати гурт «Tvorchi», переможців Нацвідбору, оскільки під час виступу було чутно дабл, що є порушенням правил, а після «Heart of Steel» була опублікована через лейбл «Believe», який нібито продовжує працювати в Росії. Оргкомітет Нацвідбору заявив, що
|  | Believe – це французька компанія, що займається дистрибуцією в Європі та Азії. Дистрибуція пісень фіналістів цією компанією не є порушенням правил Нацвідбору. 5 із 10 фіналістів Нацвідбору опублікували свої конкурсні пісні через Believe, ще троє працювали з ним нещодавно |

Крім того, як зазначив оргкомітет, кілька учасників Нацвідбору допустили помилок під час конкурсу, однак через їхню незначимість їх не було дискваліфіковано.
28 грудня 2022 року гурт «Tvorchi» підписав із НСТУ договір, внаслідок чого офіційно став представником України на Євробаченні-2023.

## Виступ на Євробаченні-2023

### Підготовка
11 березня 2023 року гурт «Tvorchi» висловив стурбованість у зв'язку з новими правилами Міністерства культури та інформаційної політики України щодо виїзду українських митців за межі України в умовах воєнного стану. Як повідомив гурт, це може завадити його виступу у Ліверпулі та у промотурі, який відбувається за участі всіх учасників конкурсу напередодні його проведення. 13 березня відомство прокоментувало ситуацію і заявило, що допоможе гуртові оформити всі необхідні для виїзду документи.
2 травня гурт «Tvorchi» виїхав із Києва на потязі. 4 травня вони прибули до Ліверпуля літаком із Варшави. Того ж дня гурт провів свою першу репетицію на сцені конкурсу. 8 травня гурт провів свою другу репетицію на сцені конкурсу.

### Фінал

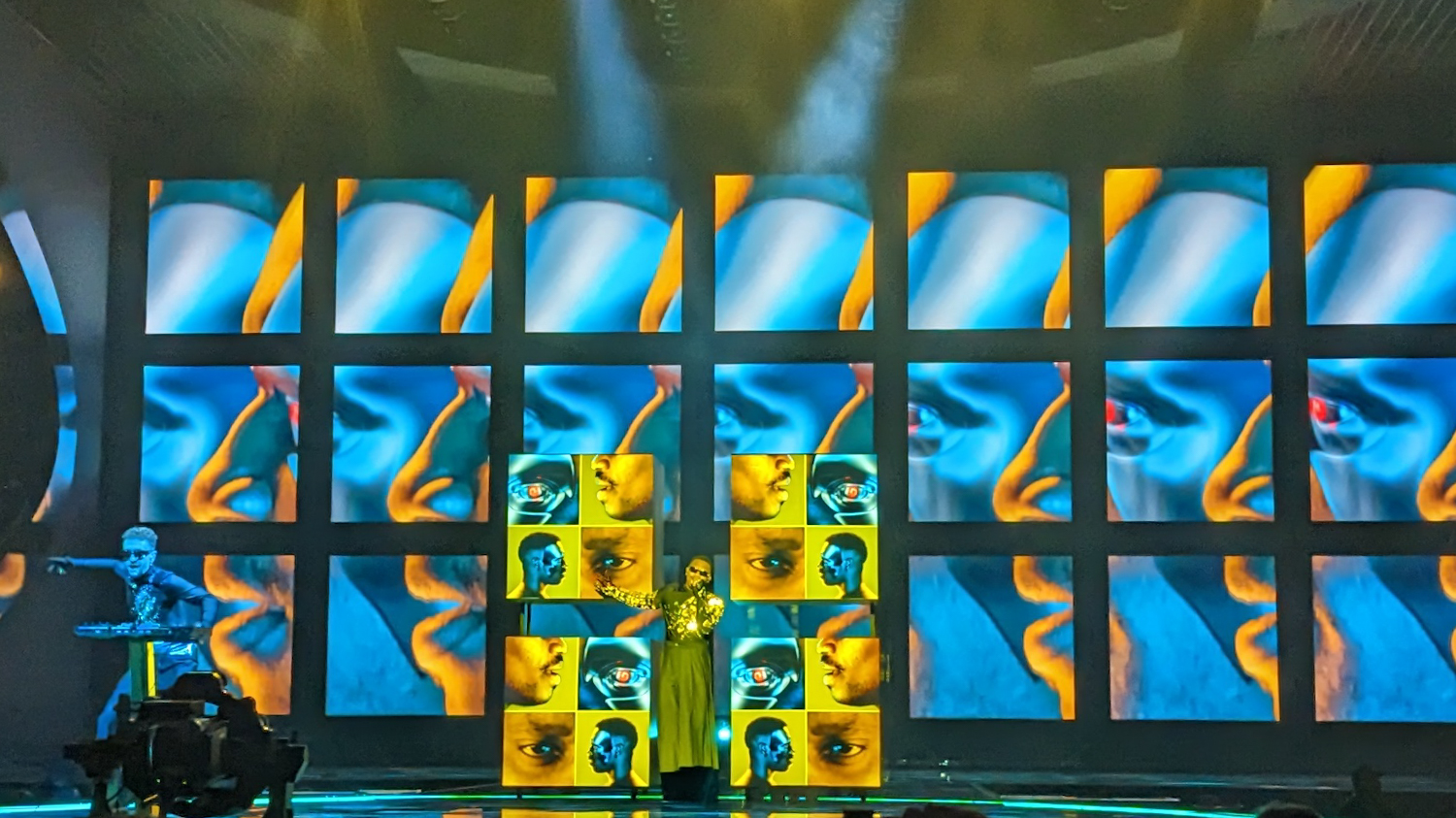
Виступ гурту «Tvorchi» на генеральній репетиції для журі

Оскільки у 2022 році Україна перемогла пісенний конкурс, її представник у 2023 році виступив лише у фіналі. Під час другого півфіналу, який відбувся 11 травня, номер гурту показали у записі.
13 березня 2023 року стало відомо, що гурт «Tvorchi» виступить у фіналі під номером 19.
Гурт «Tvorchi» посів шосте місце, отримавши 243 бали — 54 від журі та 189 від глядачів.
| Австрія         | —          | 5          |
| Азербайджан     | 2          | 7          |
| Бельгія         | —          | 1          |
| Велика Британія | —          | 4          |
| Вірменія        | 3          | 1          |
| Грузія          | —          | 10         |
| Естонія         | 7          | 8          |
| Ізраїль         | 7          | 8          |
| Ірландія        | —          | 7          |
| Ісландія        | —          | 2          |
| Іспанія         | —          | 10         |
| Італія          | 10         | 8          |
| Кіпр            | —          | 10         |
| Латвія          | 4          | 7          |
| Литва           | 2          | 10         |
| Мальта          | —          | 5          |
| Молдова         | 6          | 12         |
| Німеччина       | —          | 7          |
| Норвегія        | —          | 1          |
| Польща          | —          | 12         |
| Португалія      | —          | 12         |
| Румунія         | —          | 4          |
| Сан-Марино      | —          | 6          |
| Україна         | не голосує | не голосує |
| Франція         | 1          | 4          |
| Чехія           | 12         | 12         |
| Швеція          | —          | 4          |
| Решта світу     | —          | 5          |

## Голосування України за виконавців на Євробаченні-2023
За результатами жеребкування, яке відбулося 31 січня в Ліверпулі, Україна як один із шести автофіналістів голосувала у другому півфіналі «Євробачення-2023».

### Вибір складу національного журі
Глядачі «Євробачення» з України мали змогу за допомогою онлайн-голосування вибрати склад національного журі, що голосуватиме за виконавців з інших країн під час конкурсу, про що було оголошено ще в 2022 році. 29 березня 2023 року НСТУ розпочала голосування за склад національного журі, яке проводилося в додатку «Дія» і тривало до 5 квітня. За умовами голосування, кожен українець віком від 14 років міг проголосувати лише за одного із кандидатів. Ті, хто увійшли до п'ятірки за найбільшою кількістю голосів, стали членами журі, а той, хто набрав найбільшу кількість — головою. До списку кандидатів увійшли:
- співачка Roxolana;
- оперна співачка Олена Гребенюк;
- Михайло Клименко, засновник гурту «ADAM»;
- українсько-венесуельський співак, хореограф, ведучий Амадор Лопес;
- Заслужена артистка України Тоня Матвієнко;
- учасник гурту «ТНМК» Олександр «Фоззі» Сидоренко;
- засновник гурту «СКАЙ» Олег Собчук;
- співачка Світлана Тарабарова;
- композитор Євген Хмара;
- хореографка Олена Шоптенко.

Результати голосування були опубліковані 13 травня під час фіналу. До складу журі увійшли:
- Олександр «Фоззі» Сидоренко (голова журі) — 21, 81 %;
- Світлана Тарабарова — 17,31 %;
- Тоня Матвієнко — 14 %;
- Олег Собчук — 11,67 %;
- Євген Хмара — 10,08 %.

Під час фіналу речницею українського національного журі стала Злата Огнєвіч. Під час оголошення результатів голосування журі в прямому етері вона виступила першою.

### Другий півфінал
| Австралія | 7          |
| Австрія   | 5          |
| Бельгія   | 1          |
| Вірменія  | 3          |
| Грузія    | 2          |
| Естонія   | 8          |
| Кіпр      | 4          |
| Литва     | 10         |
| Польща    | 12         |
| Словенія  | 6          |
| Україна   | не голосує |

### Фінал
| Австралія       | 8          | —          |
| Велика Британія | 4          | 5          |
| Естонія         | 5          | —          |
| Ізраїль         | 1          | 1          |
| Італія          | 2          | —          |
| Литва           | 10         | 4          |
| Молдова         | —          | 6          |
| Норвегія        | —          | 7          |
| Польща          | 6          | 12         |
| Словенія        | 3          | —          |
| Україна         | не голосує | не голосує |
| Фінляндія       | —          | 10         |
| Хорватія        | —          | 8          |
| Чехія           | —          | 2          |
| Швеція          | 12         | 3          |